# Yima (köping)
Yima (kinesiska: 驿马, 驿马镇) är en köping i Kina. Den ligger i den autonoma regionen Guangxi, i den södra delen av landet, omkring 170 kilometer sydost om regionhuvudstaden Nanning.
Genomsnittlig årsnederbörd är 2 730 millimeter. Den regnigaste månaden är augusti, med i genomsnitt 636 mm nederbörd, och den torraste är februari, med 32 mm nederbörd.